# Ornex
Ornex és un municipi francès situat al departament de l'Ain i a la regió d'Alvèrnia-Roine-Alps. L'any 2007 tenia 3.108 habitants.

## Demografia

### Població
El 2007 la població de fet d'Ornex era de 3.108 persones. Hi havia 1.263 famílies de les quals 402 eren unipersonals (174 homes vivint sols i 228 dones vivint soles), 275 parelles sense fills, 452 parelles amb fills i 134 famílies monoparentals amb fills.
La població ha evolucionat segons el següent gràfic:
Habitants censats

### Habitatges
El 2007 hi havia 1.448 habitatges, 1.285 eren l'habitatge principal de la família, 82 eren segones residències i 81 estaven desocupats. 872 eren cases i 568 eren apartaments. Dels 1.285 habitatges principals, 790 estaven ocupats pels seus propietaris, 463 estaven llogats i ocupats pels llogaters i 32 estaven cedits a títol gratuït; 84 tenien una cambra, 134 en tenien dues, 152 en tenien tres, 242 en tenien quatre i 674 en tenien cinc o més. 1.148 habitatges disposaven pel capbaix d'una plaça de pàrquing. A 611 habitatges hi havia un automòbil i a 610 n'hi havia dos o més.

### Piràmide de població
La piràmide de població per edats i sexe el 2009 era:
| Homes | Edats   | Dones |
| ----- | ------- | ----- |
| 0     | 95 o +  | 4     |
| 0     | 90 a 94 | 4     |
| 0     | 85 a 89 | 8     |
| 4     | 80 a 84 | 4     |
| 12    | 75 a 79 | 16    |
| 32    | 70 a 74 | 28    |
| 44    | 65 a 69 | 36    |
| 60    | 60 a 64 | 24    |
| 88    | 55 a 59 | 100   |
| 128   | 50 a 54 | 176   |
| 152   | 45 a 49 | 120   |
| 88    | 40 a 44 | 128   |
| 96    | 35 a 39 | 100   |
| 80    | 30 a 34 | 72    |
| 112   | 25 a 29 | 88    |
| 76    | 20 a 24 | 76    |
| 144   | 15 a 19 | 76    |
| 112   | 10 a 14 | 92    |
| 76    | 5 a 9   | 68    |
| 64    | 0 a 4   | 88    |

## Economia
El 2007 la població en edat de treballar era de 2.150 persones, 1.617 eren actives i 533 eren inactives. De les 1.617 persones actives 1.524 estaven ocupades (817 homes i 707 dones) i 93 estaven aturades (37 homes i 56 dones). De les 533 persones inactives 108 estaven jubilades, 215 estaven estudiant i 210 estaven classificades com a «altres inactius».

### Ingressos
El 2009 a Ornex hi havia 1.223 unitats fiscals que integraven 3.049,5 persones, la mediana anual d'ingressos fiscals per persona era de 26.664 €.

### Activitats econòmiques
Dels 95 establiments que hi havia el 2007, 1 era d'una empresa extractiva, 1 d'una empresa alimentària, 3 d'empreses de fabricació d'altres productes industrials, 10 d'empreses de construcció, 23 d'empreses de comerç i reparació d'automòbils, 2 d'empreses de transport, 10 d'empreses d'hostatgeria i restauració, 7 d'empreses d'informació i comunicació, 4 d'empreses financeres, 4 d'empreses immobiliàries, 9 d'empreses de serveis, 14 d'entitats de l'administració pública i 7 d'empreses classificades com a «altres activitats de serveis».
Dels 27 establiments de servei als particulars que hi havia el 2009, 1 era una gendarmeria, 1 taller de reparació d'automòbils i de material agrícola, 1 taller d'inspecció tècnica de vehicles, 2 paletes, 1 guixaire pintor, 2 fusteries, 1 lampisteria, 2 electricistes, 2 empreses de construcció, 1 perruqueria, 9 restaurants, 2 agències immobiliàries i 2 salons de bellesa.
Dels 8 establiments comercials que hi havia el 2009, 1 era una botiga de més de 120 m², 1 una botiga de menys de 120 m², 2 botigues de mobles, 1 una botiga de material esportiu, 2 drogueries i 1 una joieria.
L'any 2000 a Ornex hi havia 5 explotacions agrícoles.

## Equipaments sanitaris i escolars
L'únic equipament sanitari que hi havia el 2009 era una farmàcia.
El 2009 hi havia una escola elemental.

## Poblacions més properes
El següent diagrama mostra les poblacions més properes.